# 下島 (日本)
下島（しもしま）是日本九州熊本縣天草群島中最大的島嶼，面積574平方公里，在日本島嶼面積排名第十。行政方面，下島大部分屬天草市管轄，西北部則劃屬苓北町。下島東邊是上島，東南方則是屬鹿兒島縣的長島。

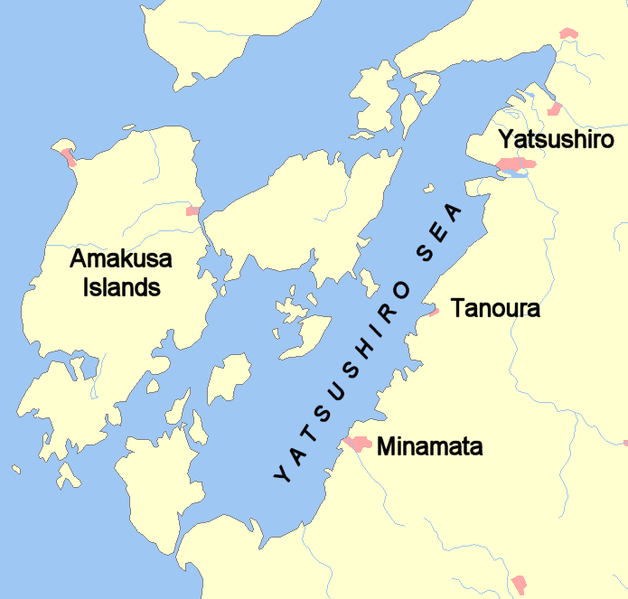
下島（左）位於天草群島的位置